# AC Ancona
US Ancona 1905 är en italiensk fotbollsklubb. Klubben bildades 1948 som SS Piano San Lazzaro, men bytte 2010 namn till US Ancona 1905 och tog samtidigt över som staden Anconas representationslag från tidigare AC Ancona.
AC Ancona hade bildats 1905. Klubben spelade totalt två säsonger i Serie A, den senaste 2003/2004. Klubben gjorde också en säsong i högsta ligan, som då hette Divisione Nazionale 1945/1946.
Den svenske före detta landslagsmålvakten Magnus Hedman var aktiv i klubben under 1 år (2004). Han spelade bara 3 matcher i ligan, och i debuten fick han kapitulera redan efter 20 sekunder. En annan svensk som spelat även i AC Ancona är Daniel Andersson.

## Kända spelare
Se också Spelare i AC Ancona
- Daniel Andersson
- Dino Baggio
- Magnus Hedman
- Goran Pandev